# Altenböddeken
Altenböddeken ist eine Ansiedlung im Haarener Wald, die an der Stadtgrenze der Stadt Büren zur Stadt Bad Wünnenberg liegt. Die Ansiedlung ist ein Ortsteil des 5 km entfernten Ortes Wewelsburg. 2 km entfernt ist das Kloster Böddeken in Neuenböddeken. Der Ort Altenböddeken besteht aus einigen Gehöften, die entlang der schmalen Dorfstraße liegen. Das erste Gehöft am Ortseingang ist ein Forsthaus, in dem der für den Staatsforst Altenböddeken zuständige Förster lebt. Das zweite Gehöft ist ein ehemaliges Forsthaus, da die Wälder um Altenböddeken früher in zwei Reviere unterteilt war. Heute wird das Haus von Privatpersonen bewohnt. Es folgen zwei weitere Häuser, welche früher kleine Bauernhöfe zur Selbstversorgung waren, und am Ende der befestigten Straße liegt ein landwirtschaftlicher Betrieb, der den Großteil der Flächen des Ortes bewirtschaftet. Vorgelagert zum landwirtschaftlichen Betrieb ist das ehemalige Arbeiterhaus des Hofes, welches von Privatpersonen bewohnt wird. In der Mitte des Ortes liegen zwei Ortsweiher.

## Geschichte

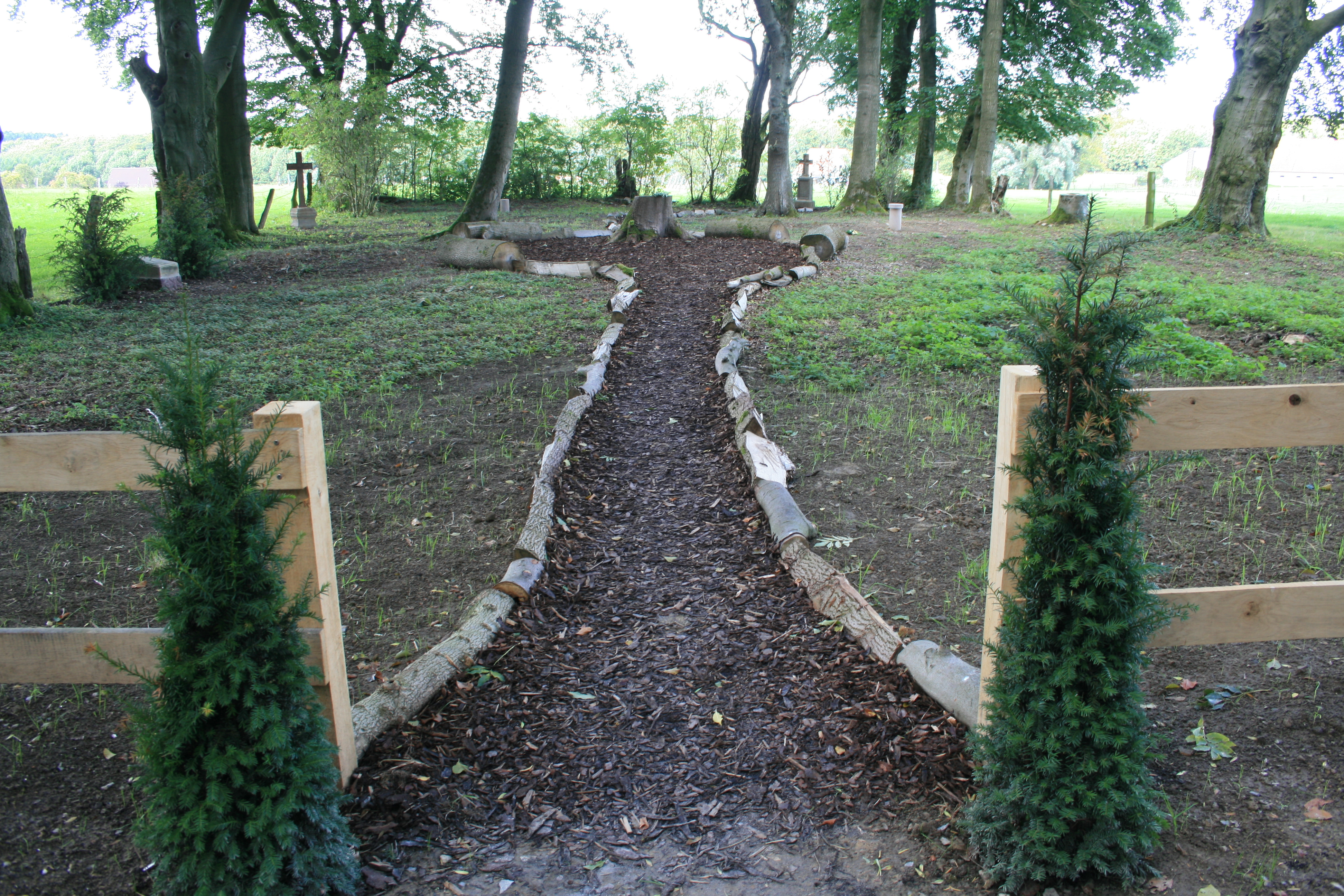
Evangelischer Waldfriedhof Altenböddeken

Anfang des 14. Jahrhunderts war Altenböddeken für seine Fischteiche bekannt, die zuvor von Mönchen des Klosters Böddeken entdeckt worden waren. Nach und nach siedelten sich Menschen an. Zu früherer Zeit war Altenböddeken eine Altsiedlung mit einem hohen Rang. Der im Ort befindliche Amtshof mit seinen 16 von ihm abhängigen Gehöften gehörte zum nur wenige Kilometer entfernten Kloster Böddeken. Im Jahre 1449 wurde die Ortschaft erstmals als wüstgefallen (verlassen) bezeichnet. Danach sind keine Aufzeichnungen bzw. Ereignisse bekannt.
Zu Beginn des 19. Jahrhunderts wurde damit begonnen den Ort wieder mit Menschen zu besiedeln, dies geschah durch den Bau der Glashütte Altenböddeken im Jahr 1807. Um die Glasfabrik bildeten sie eine eigenständige Siedlung. Für das Jahr 1818 verzeichnet die Ortschronik von Wewelsburg dort „82 Seelen und 14 Wohnhäuser“. 1840 wohnten 83 Menschen in der Nähe der Glashütte. Im Jahre 1881 wurde der Betrieb der Glashütte eingestellt. Somit wanderten auch die Siedler aus und Altenböddeken war wieder verlassen. Nur der landwirtschaftliche Betrieb Becker, der einige Jahre vor dem Bau der Glasfabrik erbaut wurde, blieb erhalten.
Nach dem Tod von August Becker, erhielt Franz Klocke 1876 den landwirtschaftlichen Betrieb. Er erhielt die Flächen der Glasfabrik. Heute leben hier nicht mehr als zehn Menschen. Es stehen noch fünf Häuser und der landwirtschaftliche Betrieb Klocke, der weiterhin die Flächen bewirtschaftet. Der ehemalige Glasbläserfriedhof, wo 1928 der letzte Siedler beerdigt wurde, wurde 2008 zu einem Urnenfriedhof umgebaut.
Eigens für die Glashütte wurde der nahe dem Ort gelegene Glasbläserfriedhof errichtet. Im Jahr 1928 fand die letzte Beerdigung statt. 2008 wurde der Friedhof wieder eröffnet und ist nun als Evangelischer Waldfriedhof Altenböddeken bekannt.